# Käthe Wittenberg
Pour les articles homonymes, voir Wittenberg.
 (avril 2024).
Si vous disposez d'ouvrages ou d'articles de référence ou si vous connaissez des sites web de qualité traitant du thème abordé ici, merci de compléter l'article en donnant les références utiles à sa vérifiabilité et en les liant à la section « Notes et références ».
Käthe Wittenberg (née le 24 février 1891 à Dantzig, morte le 7 septembre 1938 à Hambourg) est une actrice allemande.

## Biographie
Wittenberg a son premier engagement permanent à 17 ans au théâtre municipal de Bromberg, à proximité. La saison suivante (1908-1909), Käthe Wittenberg se produit au Théâtre provincial de Posen et pour la saison 1909-1910 au Théâtre municipal de Zurich. En 1911, Käthe Wittenberg vient à Berlin, où elle accepte une invitation au Friedrich-Wilhelmstädtisches Schauspielhaus. La saison suivante (1912-1913), elle rejoint l'ensemble du Königliche Schauspiele, où elle remporte avec succès le rôle de la "jeune héroïne". Elle devient alors actrice du cinéma muet, d'abord dans des premiers rôles puis des rôles de bien moindre importance. Peu de temps après la fin de la Première Guerre mondiale, Käthe Wittenberg arrête de travailler devant la caméra et ne fait que du théâtre.
Durant ses années cinématographiques, Käthe Wittenberg travaille principalement à Dessau (au Herzogliches Hoftheater de 1913 à 1918) et à Leipzig (depuis la fin de la Première Guerre mondiale au Städtisches Theater et au Altes Theater), avant de déménager au Staatliches Schauspiele de Hambourg lors de la saison 1921-1922. Käthe Wittenberg y reste les 17 dernières années de sa vie et a des rôles basées sur sa personne. À la fin de sa vie, l'artiste joue les vieillardes maladroites et comiques. La nécrologie de l'annuaire de la scène fait l'éloge des compétences linguistiques de Wittenberg et rappelle que dans ses dernières années, elle se consacre aux jeunes acteurs en tant qu'enseignante. Käthe Wittenberg est l'une des premières actrices de théâtre radiophonique et participe à des lectures radiophoniques. Käthe Wittenberg meurt après de graves souffrances, comme le dit la nécrologie de l'annuaire du théâtre, à l'âge de 47 ans.

## Filmographie
- 1913 : L'Éducatrice
- 1913 : Geschwister
- 1916 : Ein einsam Grab
- 1918 : Dr. Schotte (de)
- 1918 : Menschen, die durchs Leben irren
- 1918 : Ferdinand Lassalle
- 1918 : Erträumtes (de)
- 1918 : Die Bettelgräfin (de)
- 1918 : Die Liebe des van Royk (de)
- 1919 : Das Buch Esther (de)
- 1919 : Sselam Aleikum